# Vacuum forming

O Vacuum Forming (Moldagem a Vácuo) é um processo de termoformagem que transforma chapas de polímeros termoplásticos em produtos tridimensionais, por meio de sistemas de sucção a vácuo (INNOVA, 2019; PICKLER, 2016 p. 31; SULPLAST, 2019).
Utilizado na fabricação de peças para vários segmentos industriais como caminhões, ônibus, aviões, carros, embalagens, máquinas agrícolas, refrigeradores, máquinas para construção civil, máquinas para mineração, brinquedos e até mesmo mobiliários, este método de conformação do plástico é capaz de produzir itens com diversos formatos, espessuras, tamanhos e índices de resistência mecânica (INNOVA, 2019 p. 2 e 3; PICKLER, 2016 p. 42; SULPLAST, 2019).

## Etapas de processo
Embora possam existir variações relativas a maquinário e características de projeto, em geral, o processo de Vacuum Forming possuirá as seguintes fases: 1) posicionamento da chapa termoplástica na estrutura de moldagem; 2) aquecimento da chapa termoplástica até sua temperatura vítrea (tg); 3) conformação do material por sucção a vácuo; 4) resfriamento; 5) extração do produto; 6) acabamento (INNOVA, 2019; SULPLAST, 2019; PICKLER, 2016 p. 37).
Na primeira etapa, a chapa plástica é posicionada manualmente ou de maneira automatizada no quadro da máquina de termoformagem, para que seja uniformemente aquecida em um forno. Na maioria dos casos, este processo térmico é efetuado por meio de resistências elétricas de cerâmica, resistências de quartzo (infravermelho) ou resistências cartucho. Posteriormente, por meio de sucção a vácuo, o material adere à superfície de moldagem e adquire sua forma. Após o resfriamento, a peça plástica é retirada da estrutura de conformação e finalizada com procedimentos de acabamento como corte e pintura, de acordo com as especificações de cada projeto (SULPLAST, 2019).

## Principais matérias-primas utilizadas
Vários tipos de resinas termoplásticas podem ser utilizadas no processo de Vacuum Forming, mas segundo Pickler (2016, p. 36) e Sulplast (2019), as matérias-primas empregadas com mais freqüência são:
- Polipropileno (PP);
- Acrolonitrila-Butadieno-Estireno (ABS);
- Polietileno (PE);
- Polietileno de alta densidade (PEAD);
- Poliestireno (PS);
- Polimetacrilato de metila (PMMA);
- Policarbonato (PC).
Além disso, também podem ser efetuadas misturas (blendas) de materiais como ABS+PMMA, Polióxido de Fenileno (PPO)+Poliestireno (PS), denomidado Noryl, ou até mesmo adicionar aditivos como cargas e reforços, para potencializar determinadas propriedades como resistência UV, leveza, resistência mecânica, elasticidade, estabilidade dimensional, dentre outras (BRASKEN, 2002; COSTA, 2019; SULPLAST, 2019).
Mas o que irá determinar a resina a ser utilizada, será o melhor alinhamento das propriedades do material aos requisitos e particularidades de cada projeto.